# Alberto Melloni
Alberto Melloni (Reggio Emilia, 6 gennaio 1959) è uno storico delle religioni italiano, ordinario di storia del cristianesimo nell'Università di Modena-Reggio Emilia.
Si è dedicato in particolare allo studio dei concili delle chiese e del Concilio Vaticano II, al diritto canonici medievale, alla storia del papato e dell'ecumenismo. Titolare della Cattedra UNESCO sul pluralismo religioso e la pace dell'facoltà di Giurisprudenza della Sapienza, Università di Roma, è socio dell'Accademia dei Lincei e segretario della Fondazione per le scienze religiose Giovanni XXIII. È stato dal 2020 al 2024 uno dei sette Chief Scientific Advisors della Commissione Europea.

## Biografia
La formazione di Alberto Melloni si è svolta tra Università di Bologna, Università Cornell e Università di Friburgo. Successivamente ha insegnato nelle Università di Bologna e di Roma Tre ed è attualmente ordinario di Storia del cristianesimo e delle chiese all'Università di Modena-Reggio Emilia e titolare della cattedra UNESCO sul pluralismo religioso e la pace dell'Università di Bologna. Dirige la Fondazione per le scienze religiose Giovanni XXIII di Bologna.
Ha lavorato alla Storia del Concilio Vaticano II diretta da Giuseppe Alberigo, e ha diretto l'Edizione nazionale dei diari di Angelo Giuseppe Roncalli (Istituto per le scienze religiose, Bologna, 2003-2008), il Dizionario del sapere storico religioso del '900 (Il Mulino, Bologna 2010) e Cristiani d'Italia. Chiese, stato, società 1861-2011 (Treccani, Roma, 2011).
Cura in Fondazione il progetto di edizione critica Conciliorum œcumenicorum generaliumque decreta per il Corpus Christianorum, l'edizione digitale dei concili di tutte le chiese di tutti i tempi nel progetto Mansi3, il network di ricerca europeo su papa Pio XI per la parte Chiesa e fascismo e l'Enciclopedia costantiniana della Treccani. Ha diretto Benedetto XV. Papa Giacomo Della Chiesa nel mondo dell'inutile strage, 2 volumi, e Lutero. Un cristiano fra riforme e modernità, 2 volumi.
È socio dell'Accademia dei Lincei, socio onorario dell'Accademia Rubiconia, assessore dell'Académie internationale des sciences religieuses, membro del comitato scientifico dell'Enciclopedia Italiana, del comitato dei garanti delle celebrazioni del 150º anniversario dell'Unità d'Italia, dell'executive board delle JPI Cultural Heritage dell'Unione Europea, del board della fondazione Refo500, della direzione del Dizionario biografico degli italiani, del Consiglio internazionale della Revue d'histoire ecclésiastique di Lovanio, della Schweizerischen Zeitschrift für Religions- und Kulturgeschichte di Friburgo e di Studia Historiæ Ecclesiasticæ della University of South Africa.
Collabora a La grande storia di Rai 3 e ad approfondimenti del canale Rai Storia. Ha creato e conduce Il Sabbatico su Rainews24 dal 2015. Dal 2000 al 2015 ha scritto per il Corriere della Sera; dal 2016 è editorialista per La Repubblica. È stato membro del comitato scientifico del programma televisivo Rai 3 Il tempo e la storia dal 2013 al 2017 e in seguito in quello di Passato e presente, programma della stessa rete con replica su Rai Storia.
Melloni è stato uno dei principali contributori della ricerca storiografica sul Concilio Vaticano II condotta dalla cosiddetta "scuola di Bologna", che si è mossa nell'alveo dell'ermeneutica della discontinuità. Essa è stata generalmente considerata in contrasto con l'orientamento di papa Benedetto XVI, espressione della posizione ufficiale della Chiesa cattolica, sostenitore dell'ermeneutica della continuità, secondo cui: L'ermeneutica della discontinuità rischia di finire in una rottura tra Chiesa preconciliare e Chiesa postconciliare. D'altra parte, alcuni studiosi vicini alla "scuola di Bologna" notano come nelle parole del papa (ermeneutica della riforma, del rinnovamento nella continuità) l'accento non batta esclusivamente sull'elemento della "continuità". Lo stesso Melloni sostiene che, nella tesi ratzingeriana della continuità e riforma, la congiunzione e... quella parolina riforma siano impossibili da memorizzare per coloro che vorrebbero fare di Ratzinger l'emblema di un pentimento anticonciliare e del suo papato il piedistallo di rivincite ancor più laceranti di quelle che hanno toccato la liturgia.

## Premi e onorificenze
- Socio onorario della Accademia dei Filopatridi Rubiconia 2018
- Premio Omegna Resistenza 2017
- Premio Capri Storia 2003
- Premio Internazionale 'Francesco Saverio Nitti' 2016
- Premio Capri San Michele 2015
- Premio Puskin 2012
- Targa Paolo Volponi Bologna 2022

## Opere principali
- Il Concilio e la grazia. Saggi di storia sul Vaticano II, Milano, Jaca Book, 2016 ISBN 978-88-16-30549-6
- Il giubileo. Una storia, Roma-Bari, Laterza, 2015 ISBN 978-88-581-2122-1
- Amore senza fine, amore senza fini, Bologna, Il Mulino, 2015 ISBN 9788815254238
- Quel che resta di Dio. Un discorso storico sulle forme della vita cristiana, Torino, Einaudi, 2013 ISBN 978-88-06-21143-1
- Tutto e niente. I cristiani d'Italia alla prova della storia, Roma-Bari, Laterza, 2013 ISBN 978-88-581-0740-9
- Dossetti e l'indicibile. Il quaderno scomparso di «Cronache sociali»: i cattolici per un nuovo partito a sinistra della DC (1948), Roma, Donzelli, 2013 ISBN 978-88-6036-859-1
- Le cinque perle di Giovanni Paolo II, Milano, Mondadori 2011
- Pacem in terris. Storia dell'ultima enciclica di Papa Giovanni, Roma-Bari, Laterza, 2010 ISBN 978-88-420-9326-8
- Papa Giovanni. Un cristiano e il suo concilio, Torino, Einaudi, 2009
- La storia che giudica la storia che assolve, saggi di O. Marquard e A. Melloni, Roma-Bari, Laterza, 2008
- L'inizio di Papa Ratzinger. Lezioni sul conclave del 2005 e sull'incipit del pontificato di Benedetto XVI, Torino, 2006
- Chiesa madre, Chiesa matrigna. Un discorso storico sul Cristianesimo che cambia, Torino, 2004
- Il conclave. Storia di una istituzione, Bologna, 2001, ried. Il conclave. Storia dell'elezione del papa, Bologna, 2005
- L'altra Roma. Politica e S. Sede durante il Concilio Vaticano II (1959-1965), Bologna, 2000
- Il Giornale dell'Anima di Giovanni XXIII, Milano, 2000
- Tra Istanbul, Atene e la guerra. Angelo Giuseppe Roncalli vicario e delegato apostolico (1935-1944), Genova, Marietti, 1993, 325 pp.
- Innocenzo IV. La concezione e l'esperienza della cristianità come regimen unius personæ, prefazione di B. Tierney, Genova, Marietti, 1990.

### Edizioni critiche
- Corpus Christianorum - Conciliorum œcumenicorum generaliumque decreta, ed. G. Alberigo et A. Melloni, Turnhout, 2007-2025, 6 voll. 13 t.
- Angelo Giuseppe Roncalli [Giovanni XXIII], Il Giornale dell'anima, vol. 1 dell'edizione nazionale dei Diari di Giovanni XXIII, 10 voll., Bologna, 1998-2001
- Marie-Dominique Chenu, Notes quotidiennes au Concile: Journal de Vatican II 1962–1963, a cura di Alberto Melloni, Paris, Cerf, 1995
- Don Lorenzo Milani, Tutte le opere, 2 voll., diretto da A. Melloni, Mondadori, Meridiani, 2017